# ماكنتوش بورتبل
ماكنتوش بورتبل (بالإنجليزية: Macintosh Portable)‏ هو أول حاسوب ماكنتوش محمول يعمل بالبطارية تنتجه شركة أبل. صدر في 20 سبتمبر 1989. رغم الضجة التي أثارها بين النقاد إلا أن المبيعات الاستهلاكية كانت منخفضة جدا.